# Stella Carinthia
Stella Carinthia ist ein österreichischer Astroverein im westlichen Kärnten.

## Zweck
Vereinszweck ist die Förderung der Amateurastronomie im Kärntner Beobachtungszentrum Emberger Alm. Auf dieser Hochalm, einem der besten Beobachtungsplätze Oberkärntens, findet seit 1984 jeden Herbst ein Teleskoptreffen österreichischer und deutscher Sternfreunde statt.
Der gemeinnützige Verein hat seinen Sitz in Berg im Drautal beim Städtchen Greifenburg. Er bezweckt den Erhalt, Ausbau und Schutz des Beobachtungszentrums Emberger Alm, die Förderung internationaler Kontakte und von Talenten, sowie die Verbreitung astronomischen Wissens im Sinne der Volksbildung. Ein wichtiges Ziel dazu ist die Veranstaltung von Astroseminaren und der alljährlichen Internationalen Teleskoptreffen auf der Emberger Alm auf zirka 1800 Meter Seehöhe.